# Riccardo Saponara
Riccardo Saponara, född 21 december 1991, är en italiensk fotbollsspelare (offensiv mittfältare) som spelar för Serie A-klubben Fiorentina.

## Karriär
Saponara debuterade för Milan i Serie A den 27 oktober 2013 i en 3–2 förlust mot Parma. Efter en misslyckad sejour i Milan återvände Saponara till Empoli på lån med köpoption den 16 januari 2015. Empoli köpte loss Saponara från Milan den 13 maj 2015 i en affär som beräknades vara värd runt 4 miljoner euro.
I januari 2017 skrev Saponara på för Fiorentina. Den 5 januari 2021 lånades han ut till Spezia på ett låneavtal över resten av säsongen 2020/2021. Dagen efter debuterade Saponara i en 2–1-vinst över Napoli, där han blev inbytt i den 90:e minuten mot Giulio Maggiore.

### Webbkällor
- Riccardo Saponara på Soccerway (engelska)
- Riccardo Saponara på transfermarkt.co.uk